# جيمس بلاكمان
جيمس بلاكمان (بالإنجليزية: James Blackman)‏ هو لاعب كرة قدم أمريكية شمالية ‏ أمريكي، ولد في 1998 في بل غليد في الولايات المتحدة.